# Hoplitis denudata
Hoplitis denudata är en biart som först beskrevs av Morawitz 1880.  Hoplitis denudata ingår i släktet gnagbin, och familjen buksamlarbin. Inga underarter finns listade i Catalogue of Life.